# Friedrich Gottlieb Welcker
Friedrich Gottlieb Welcker (født 4. november 1784 i Grünberg i Hessen, død 17. december 1868 i Bonn) var en tysk filolog og arkæolog, bror til Carl Theodor Welcker. 
Han tog doktorgraden i Giessen 1803 og begav sig 1806 til Rom, hvor han blev huslærer hos Wilhelm von Humboldt og kom under påvirkning af Zoëga, hvis levned han senere beskrev (2 bind, 1819). I Rom trådte de arkæologiske interesser i forgrunden hos ham ved siden af de filologiske, og han stillede sig til opgave at behandle græsk religion, kunst og poesi i sammenhæng. Efter sin hjemkomst blev han 1809 professor i Giessen, men flyttede 1816 til Göttingen og 1819 til Bonn, hvor han blev overbibliotekar. Af hans skrifter kan mærkes: Die Aeschylische Trilogie (1824), Der epische Cyklus (2 bind, 1835—49), Die griechischen Tragödien (3 bind, 1839—41), Alte Denkmäler (5 bind, 1849—64), Griechische Götterlehre (3 bind, 1857—63), endelig hans Kleine Schriften zur griechischen Literaturgeschichte (5 bind, 1844—67) og Kleine Schriften zur Mythologie, Kunst- und Literaturgeschichte (1868).